# Albeni
Albeni è un comune della Romania di 2925 abitanti, ubicato nel distretto di Gorj, nella regione storica dell'Oltenia.
Il comune è formato dall'unione di 6 villaggi: Albeni, Bârzeiu de Gilort, Bolbocești, Doseni, Mirosloveni, Prunești.